# Richmond Lock and Footbridge
Richmond Lock and Footbridge è una chiusa di sbarramento di bassa marea, ad integrazione delle chiuse controllate, e una coppia di passerelle pedonali sul Tamigi nel sud-ovest di Londra in Inghilterra ed è un monumento classificato di Grade II. È la più a valle delle quarantacinque chiuse del Tamigi e l'unica di proprietà e gestita dalla Port of London Authority. È stata aperta nel 1894 e si trova a nord-ovest del centro di Richmond, in una parte semiurbana del sud-ovest di Londra. A valle si trovano Syon Park e Kew Gardens sulle sponde opposte. Collega il lungofiume di Richmond con il vicino distretto di St. Margarets sulla riva occidentale durante il giorno ed è chiuso di notte ai pedoni, dopo le 19:30 GMT o dopo le 21:30 quando è in uso l'ora legale. Durante l'alta marea le paratoie vengono rialzate e in parte nascoste dietro archi metallici che formano passerelle pedonali gemelle.
Fu costruito per mantenere la sorgente d'acqua più bassa dei quarantacinque tratti navigabili del Tamigi sopra il resto del Tideway. Al di sotto della struttura per alcuni chilometri, con la bassa marea, il canale navigabile è stretto e limita l'accesso alle navi con un pescaggio maggiore. Il prossimo importante punto di ormeggio sotto la chiusa è, di conseguenza, a Brentford Dock.

## Descrizione
L'ingegnere capo che progettò il nucleo della struttura, F.G.M. Stoney, ottenne sette brevetti relativi alle chiuse tra il 1873 e il 1894. Hunt e Steward, geometri, progettarono le paratie. Ransomes &amp; Rapier di Ipswich progettò la lavorazione del ferro compresi gli archi. La struttura fu costruita tra il 1891 e il 1894.

### Le strutture
La sovrastruttura venne realizzata orizzontalmente in tre sezioni, la sezione mediana costituiva il grosso e presentava, a sua volta, tre campate.
La chiusa era la prima sezione, sormontata dal primo di cinque archi metallici decorati che si estendevano sulle altre sezioni. La sezione centrale aveva paratoie meccaniche ad altezza parapetto che formavano lastre di metallo sopra e vicino alla linea di galleggiamento che veniva creata da queste strutture quando venivano abbassate. La sezione finale era un insieme di due rampe con rulli per canoa/barca.

### Scopo
La chiusa e gli sbarramenti furono installati nel 1894 dalla Thames Conservancy per mantenere un'ampia profondità navigabile dell'acqua a monte di Richmond. Lo sbarramento in salita, che assicura a monte almeno 1,72 metri di acqua, si trova nel canale di navigazione standard (lontano dalle sponde) fino alla chiusa successiva, Teddington, e si verifica un prelievo annuale (un sollevamento a tutte le maree delle paratoie) per consentire, con il dragaggio, di mantenere gli 1,72 metri profondità minima del canale.

### Proprietà e funzionamento
Nel 1908 una legge trasferì la responsabilità di tutti i punti del fiume a valle, di un punto a 320 metri sotto Teddington Lock, alla Port of London Authority, includendo così questa struttura.

### Motivi della costruzione
Quando, nel 1831, fu demolito il primo London Bridge, la rimozione dei suoi ingombranti ed elaborati moli fece sì che le maree a monte tornassero ai flussi rapidi come erano a valle e prima della formazione di una quasi barriera. Quel ponte era particolarmente simile a una diga quando ospitava 200 edifici nel periodo Tudor e nelle raffigurazioni al tempo del Grande incendio di Londra che risparmiò il ponte. Questo cambiamento, insieme al dragaggio del fiume inferiore (parte più bassa) e alla costruzione di Teddington Lock and Weir, significava che per molte ore ogni giorno il Tamigi a Richmond, Twickenham, Ham, Petersham e Teddington settentrionale, era un corso d'acqua poco profondo che scorreva lungo grandi banchi di fango e ghiaia. L'eccezione avveniva dopo settimane di precipitazioni superiori alla media quando il fiume era noto come in piena, tuttavia tale deflusso ostacolava la navigazione a monte. Entro la fine del XIX secolo l'estrazione di acqua sopra Teddington era aumentata e forniva quattro dei cinque principali acquedotti della città e dopo piogge leggere o normali sempre più chiatte trovavano impossibile navigare per diverse ore intorno alle due basse maree ogni giorno. Nel 1890, dopo molti anni di petizioni, fu promulgata una legge del Parlamento per costruire la mezza chiusa e lo sbarramento, il Richmond Footbridge, Sluice, Lock a seguito del Slipway Act 1890. Questa è tra una piccola minoranza di chiuse del Tamigi a non essere stata costruita attorno a un'isola o isole.

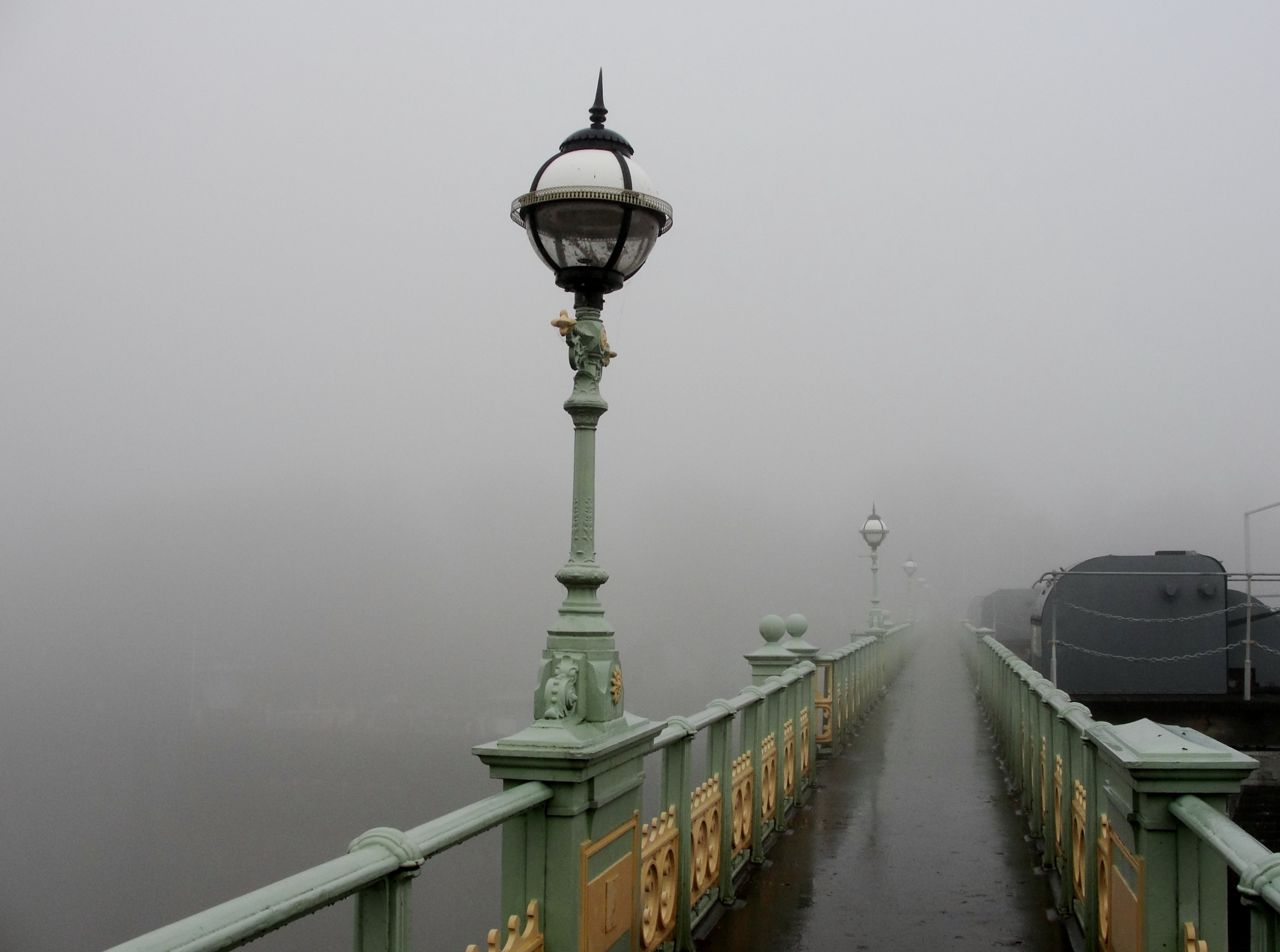
Passerella di Richmond

### Dettagli di progettazione
Venne costruita una chiusa per chiatte contro il lato nord-est ("Surrey"), seguita da un ponte con quattro piloni protetti da grandi conci di pietra. Questi a loro volta supportavano conci in pietra relativamente sottili che raggiungevano il livello del parapetto metallico, scolpiti in stile classico con pale e cornici, a sostegno di archi di metallo verniciato. Sopra gli archi c'era una balaustra, in tinta, rifinita con lanterne nere, pilastri di metallo e semplici terminali. I moli ospitavano le barriere e gli archi sostenevano una coppia di impalcati orizzontali (passerelle). Contro la sponda opposta c'era uno scalo di alaggio, leggermente sopraelevato, accessibile dalle parti a monte e a valle del fiume. Poiché era necessaria una sovrastruttura per sostenere le barriere sospese, le autorità decisero di costruirla sotto forma di due passerelle pedonali. Il ponte fu aperto formalmente il 19 maggio 1894 dall'allora duca di York (che in seguito divenne re Giorgio V), essendo costato £ 61.000 (equivalenti a £ 6,800,000 nel 2020).
Richmond Lock è una chiusa di mezza marea e uno sbarramento (mezza marea) che incorpora una passerella pubblica. La passerella attraversa la chiusa convenzionale, gli sbarramenti e lo scalo di alaggio, che comprende tre paratoie verticali in acciaio sospese alla struttura della passerella. Ogni paratoia pesa 32 tonnellate, è larga 20 metri e profonda 3,7 metri. La chiusa consente il passaggio di navi lunghe fino a 76 metri e larghe 7,8 metri.
Per circa due ore prima e dopo l'orario pubblicato di ogni alta marea le tre paratoie vengono sollevate nei supporti della passerella e il traffico fluviale può attraversare lo sbarramento senza ostacoli. Per il resto del ciclo di marea le paratoie vengono abbassate: le navi e le barche devono utilizzare la chiusa accanto allo sbarramento al costo di £ 7 per imbarcazione. Barche a remi e kayak possono utilizzare gli scivoli di alaggio solidi a rulli che raggiungono un apice sopra l'altezza degli sbarramenti.

## Operazioni storiche
Le paratoie erano azionate manualmente dai guardiani della chiusa, che vivevano in alloggi per lo più contenuti sotto i gradini pedonali sulle sponde del fiume.
Dalla data di apertura del ponte fino a qualche tempo durante la seconda guerra mondiale, ai pedoni veniva richiesto un pedaggio di un (vecchio) penny. Tuttavia, i turisti dovevano pagare due penny. Ancora oggi sono presenti i caselli, i resti delle abitazioni e dei tornelli. Poiché esistevano due passerelle non collegate, una su entrambi i lati della paratoia e dei meccanismi in muratura, si rese necessario fornire quattro caselli e tornelli per riscuotere i pedaggi.